# Garafía
Garafía (vollständiger Name: Villa de Garafía) ist die nördlichste der 14 Gemeinden der zu Spanien gehörenden Kanareninsel La Palma. Der Verwaltungssitz ist Santo Domingo de Garafía.

## Geografie

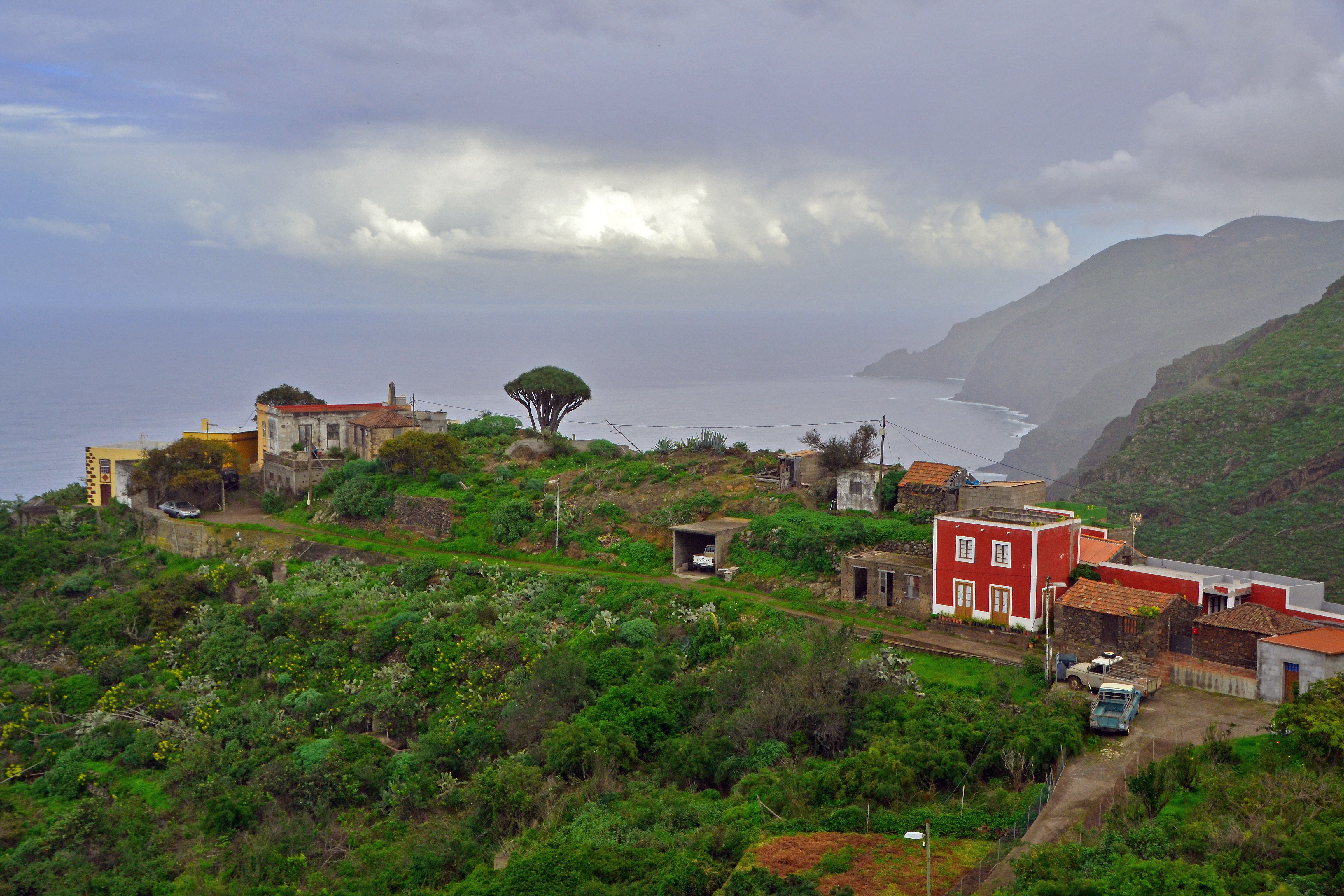
El Tablado 2020

Die Gemeinde besitzt eine Küstenlandschaft aus Klippen, Felswänden und Steilküsten fast ohne Strände, unterbrochen durch Mündungen tiefer Schluchten. Auf dem Land in Höhenlagen von etwa 300 Metern befinden sich kleine Dörfer, Landwirtschaftsflächen und Haine der Drachenbäume. Von 600 Meter bis zur Baumgrenze bei etwa 2000 Metern erstrecken sich die Wälder der robusten kanarischen Kiefer (pinus canariensis). Oberhalb der Baumgrenze folgt ein Hochgebirgsklima mit dem höchsten, im Winter oft schneebedeckten Gipfel der Insel, dem 2426 Meter hohen Roque de los Muchachos mit internationalen Sternobservatorien, welche bei reiner Luft und kaum fremdem Licht beste Sichtbedingungen haben.
Der Verwaltungssitz Santo Domingo de Garafía liegt etwa 350 Meter über dem Meeresspiegel und ist ein kleines Dorf mit steilen Gassen, traditionellen Häusern und einer typischen Plaza im Ortskern.
Aus dem Ort geht eine Straße Richtung Küste zum sogenannten Puerto de Garafía, ein Naturhafen mit kleiner Badebucht, vorgelagert die drei Felsinseln Los Guinchos.

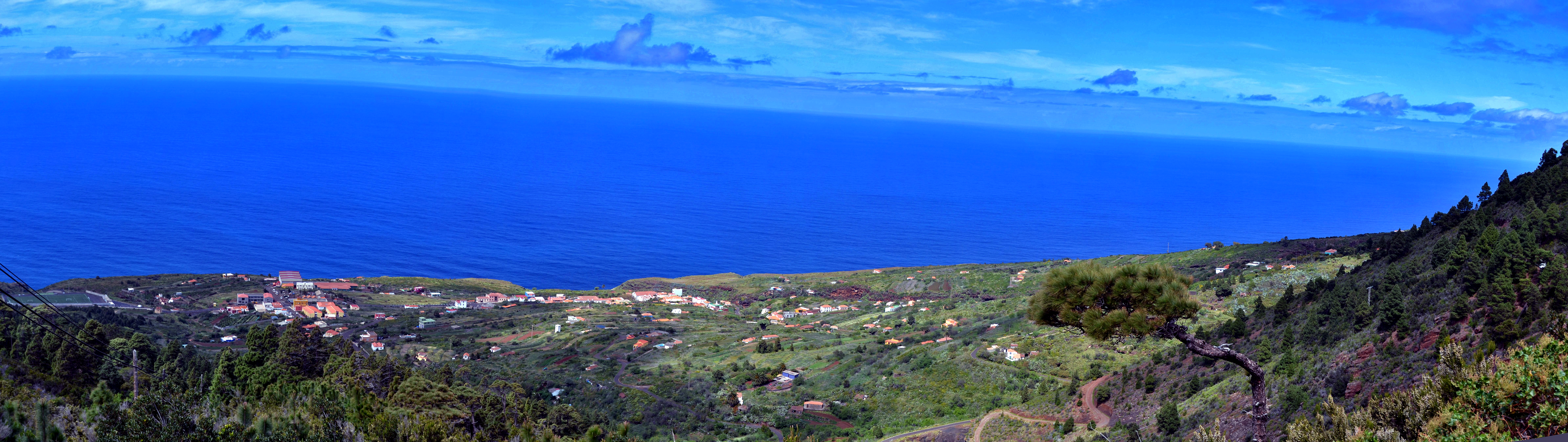
Blick auf Santo Domingo de Garafía vom Mirador Tanausu

Eine Besonderheit bildet der Ort El Tablado, etwa 5 km Luftlinie und 20 km Landstraße von Santo Domingo de Garafía entfernt. Seine Häuser (alte Fincas) liegen dicht gedrängt auf einem etwa 300 Meter hohen, tableauartigen Bergsattel, eingebettet zwischen zwei Schluchten oberhalb der Steilküste.

## Geschichte und Kultur
Nach der Eroberung La Palmas wurde der Norden der Insel von der spanischen Krone vorwiegend mit Portugiesen besiedelt, vor allem mit aus Portugal vertriebenen Juden. Die an die Siedler seit 1579 vergebenen Gebiete in mittleren Höhenlagen waren mit der Auflage verbunden, ein Fünftel der erwirtschafteten Erträge an den Grundherrn abzugeben. Dieses Besteuerungssystem hatte noch bis lange Bestand.
Seit Jahrhunderten herrscht in Garafía die Tradition der Weidewirtschaft. Bereits die Ureinwohner Garafías gingen dieser harten Arbeit nach, wobei vor allem die Ziegenherden ihren Lebensunterhalt sicherten. Das Glockengeläut der Tiere diente den Ziegenhirten, die Tiere in dem schroffen Gelände ausfindig zu machen. Mit dem langen Hirtenstock, den schon die Ureinwohner benutzten, konnten die Hirten äußerst geschickt das schwierige Gelände überwinden. Der Hirtensprung (Spanisch: Salto del pastor) hat sich auf den Kanarischen Inseln zum Volkssport entwickelt.
Der aus Ziegenmilch gewonnene Käse ist bei den Palmeros und Touristen ein beliebtes Produkt und stellt für die einheimische Landwirtschaft eine wichtige Einnahmequelle dar.
1812 wurde Garafía zur Gemeinde erklärt und bekam 1906 von König Alfonso XIII. den Stadttitel zugesprochen.
Ein Volkskundemuseum im Kulturhaus der Gemeinde gibt einen Einblick in die Geschichte und Traditionen, Naturparks und Wandermöglichkeiten, in die Archäologie und schließlich in die Sternwarte auf dem Roque de Los Muchachos.

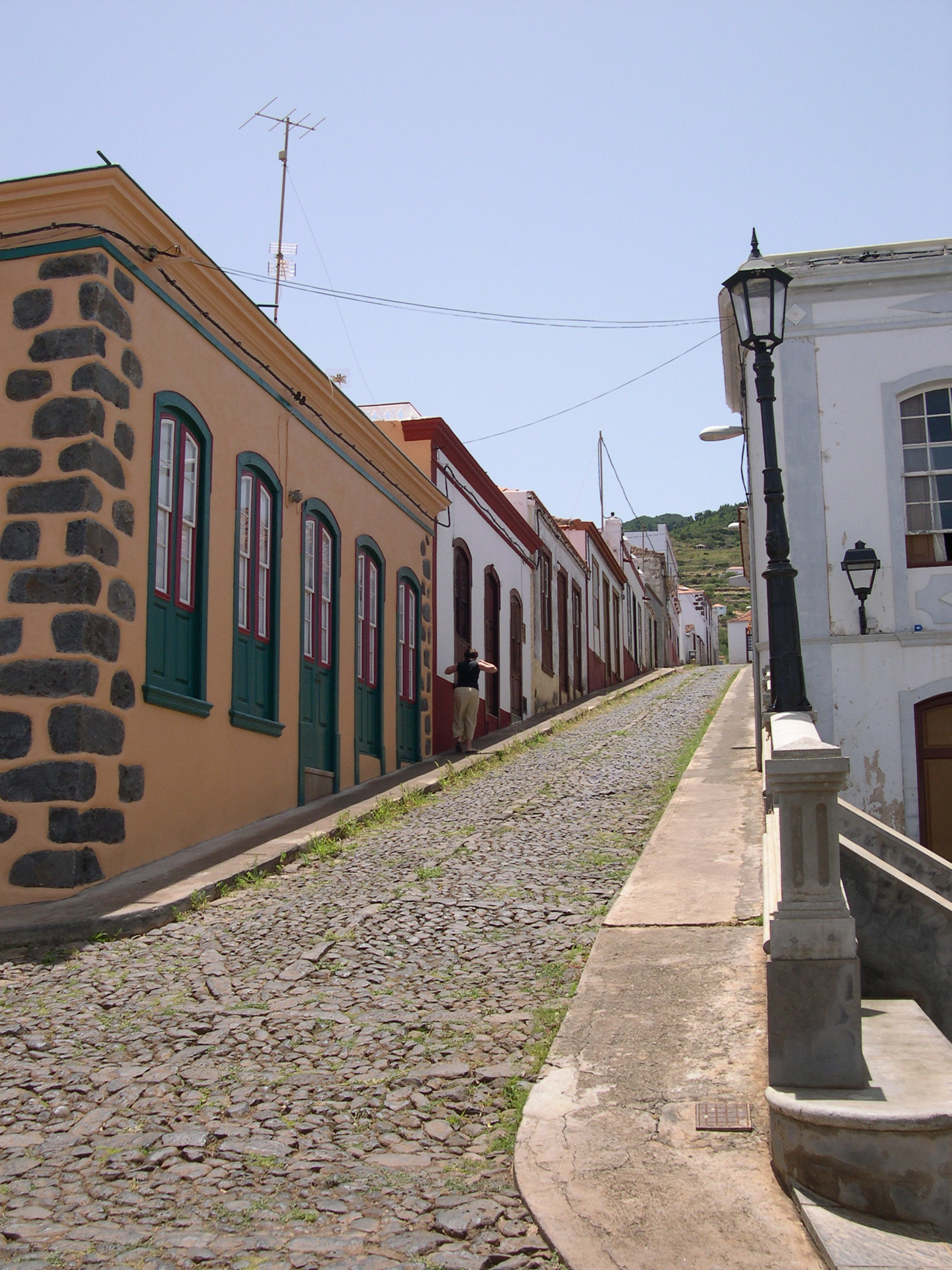
Gasse in Santo Domingo de Garafía
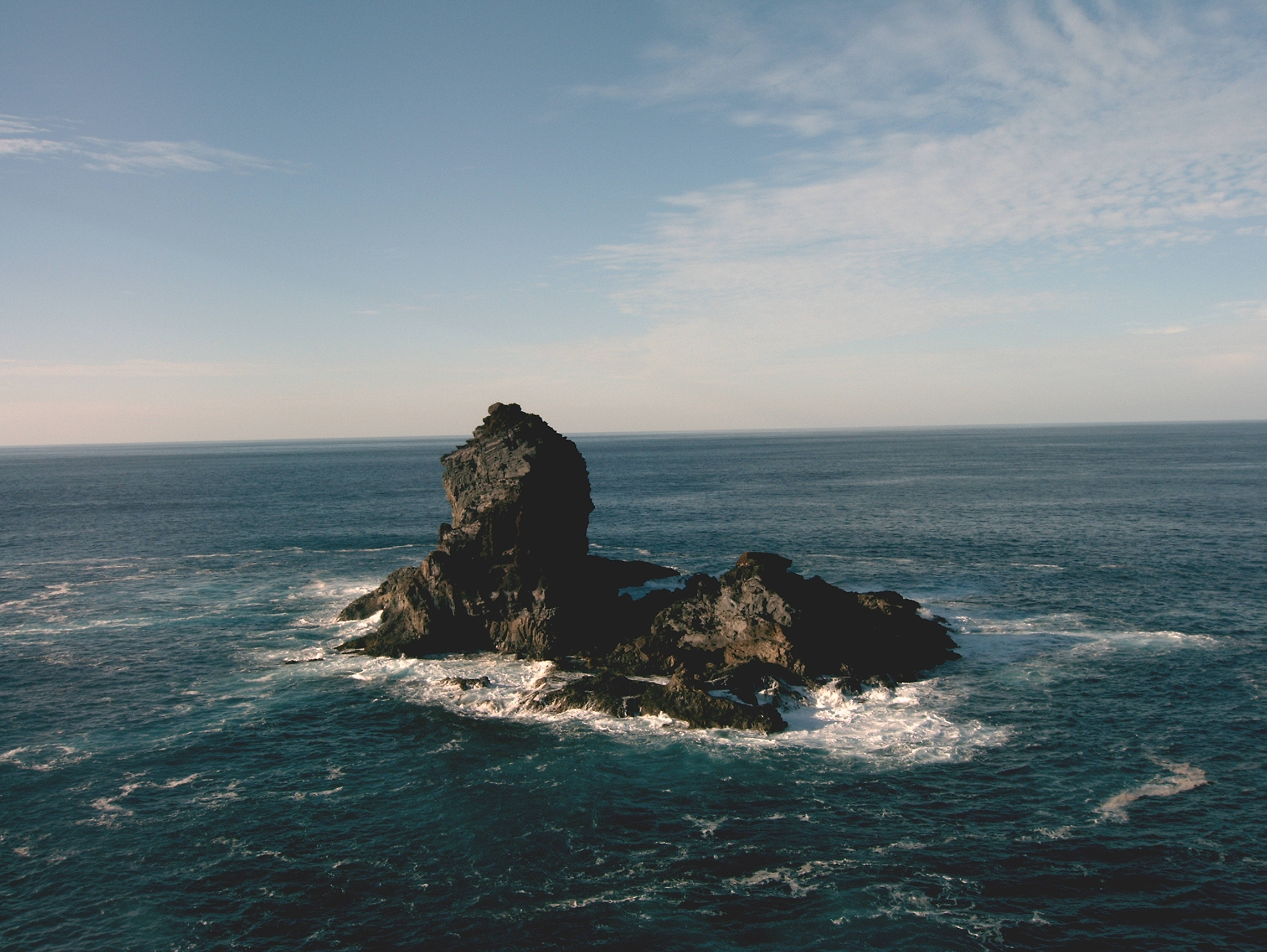
Roque de Santo Doming der Felsengruppe Los Guinchos
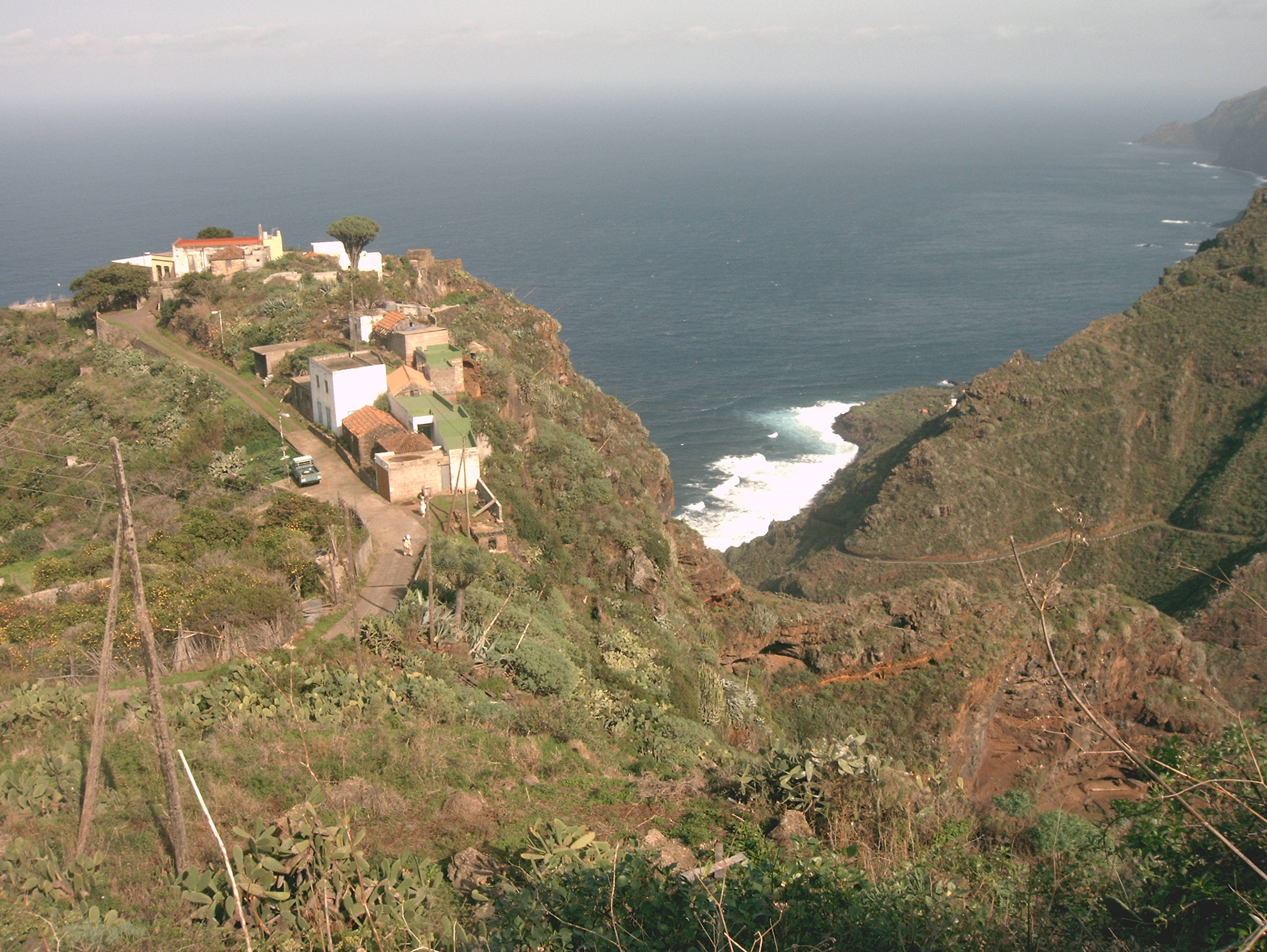
El Tablado
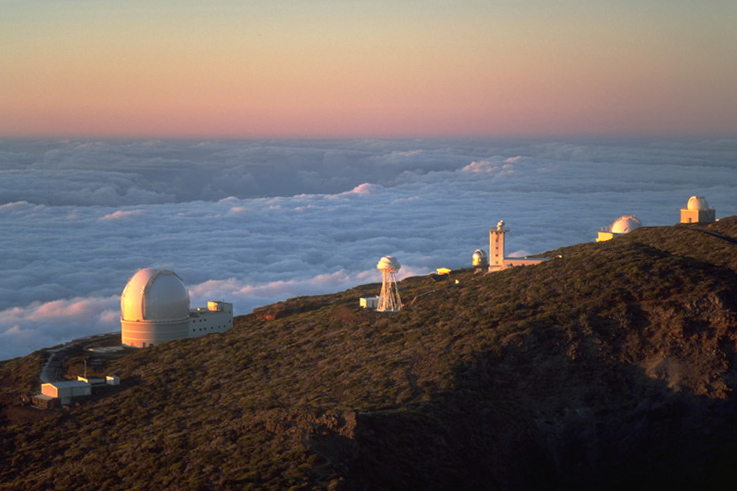
Observatorien
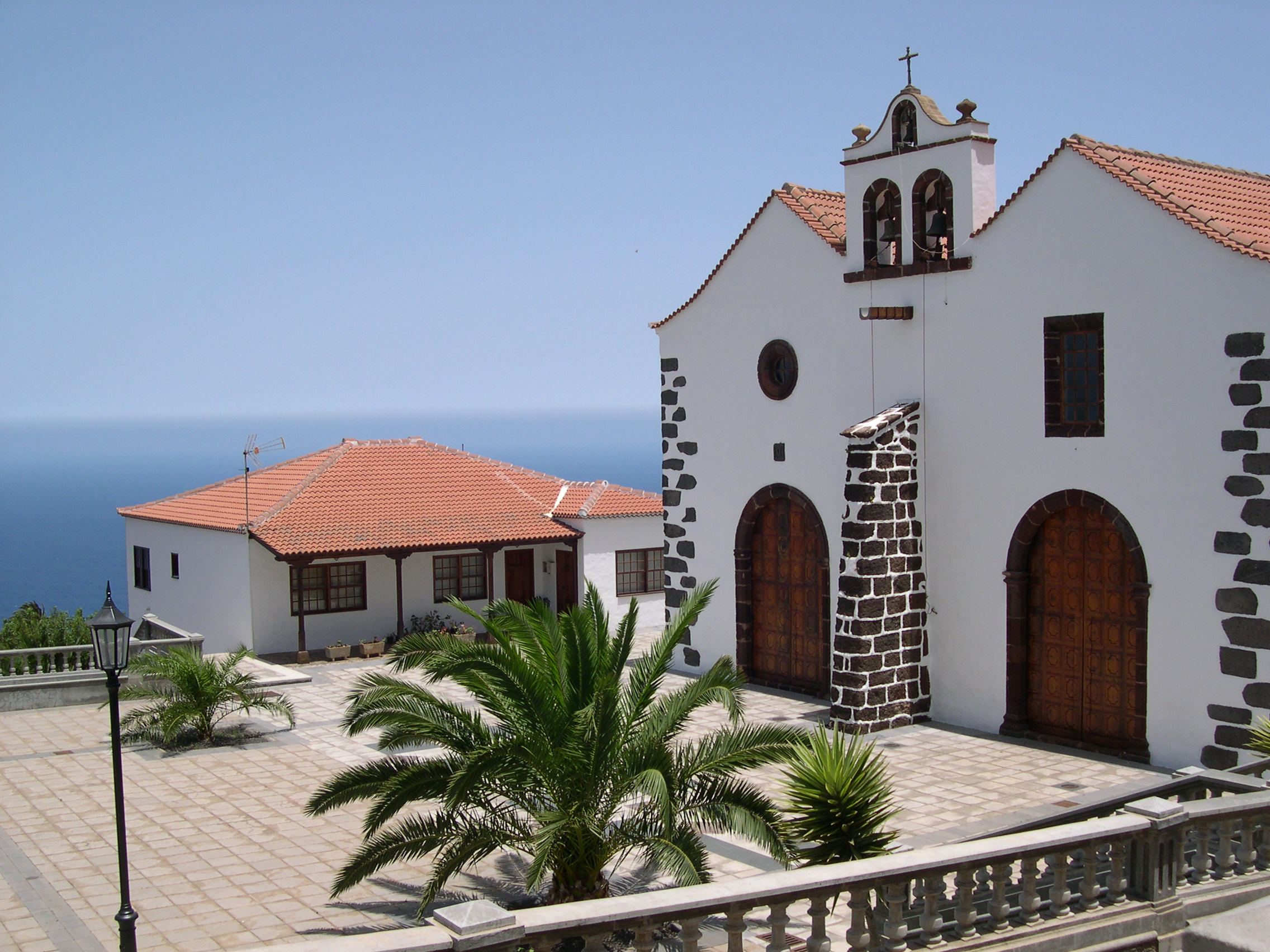
Kirche der Señora de La Luz in Santo Domingo de Garafía

### Windmühlen

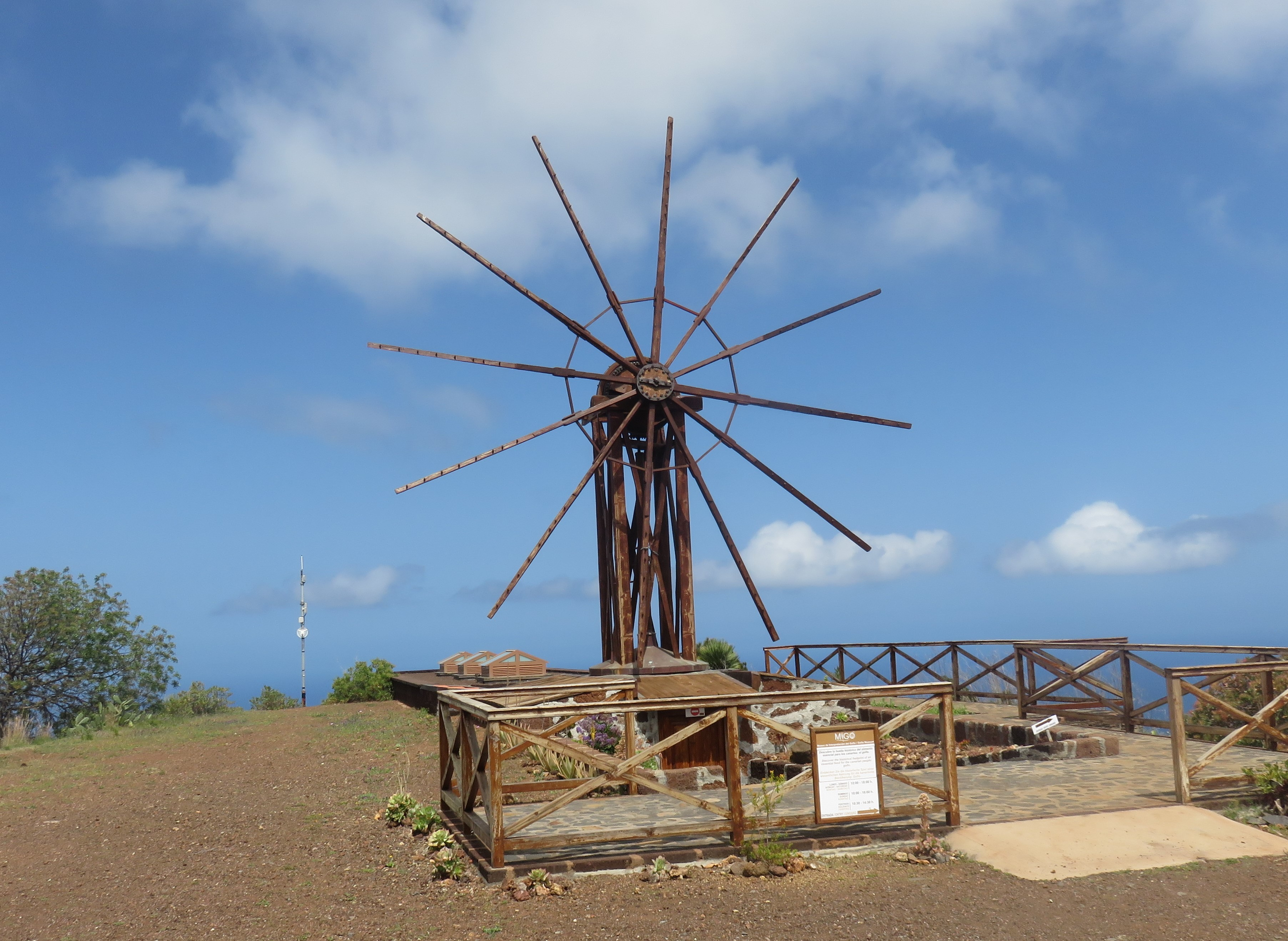
El Molino de Las Tricias

In Garafía befinden sich noch mehrere Windmühlen in unterschiedlichen Erhaltungszuständen, die den Einwohnern zum Mahlen von Getreide, insbesondere dem Gofio dienten. Keine der Mühlen wird noch betrieben. Die El Molino de Las Tricias  aus dem Jahr 1868 wurde bis 1953 betrieben und 2000 in der typischen Holzkonstruktion mit einem 9 bis 10 Meter hohen Turm restauriert. Heute befindet sich in der Mühle ein Museum, das die technischen Einrichtungen der Mühle und ein 1:10-Modell der Mühle zeigt.

### Kulturpark La Zarza

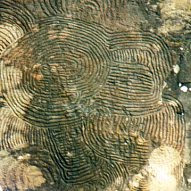
Petroglyphen im Kulturpark La Zarza

In der Gemeinde Garafía gibt es zahlreiche archäologische Fundorte. Im Kulturpark La Zarza (Parque Cultural La Zarza), der inmitten eines feuchten Waldgebietes mit imposant bemoosten Bäumen ca. 5 km nordwestlich des Ortes an der Straße LP-1 liegt, befindet sich eine der bedeutendsten kanarischen Fundstätten mit Felsgravuren, Spiralen und Mäandern der Ureinwohner (Benahoaritas). Eine Ausstellung im Park informiert über die prähispanischen Ureinwohner.

### Religion
Etwas unterhalb von Santo Domingo de Garafía steht die Kirche der Señora de La Luz mit ihrem Hauptschiff aus dem 16. Jahrhundert. Das Seitenschiff wurde 100 Jahre später erbaut. In dieser Kirche befindet sich das Heiligenbild der Jungfrau des Lichts (Señora de La Luz).
Die Wallfahrtskapelle in San Antonio del Monte aus dem 16. Jahrhundert wird immer am Samstag um den 13. Juni für eine Festlichkeiten geschmückt. Die große portugiesische Gemeinde hatte seinerzeit den Schutzheiligen Portugals San Antonio de Padua für Garafía übernommen. Es findet die Prozession des heiligen Antonius mit Musik, Essen und Wein statt. Dazu gehört der traditionelle Viehmarkt.

### Verkehrsentwicklung
Die Gemeinde Garafía zählte lange Zeit als weit abgeschieden. Die Caminos Reales durchziehen Garafía, diese teils gut ausgebauten Pfade waren bis in die 1960er Jahre die Hauptverkehrswege der Region. Waren und Lasten wurden auf Eseln zu den Bootsanlegestellen an der Küste transportiert. Erst in den 1990er Jahren wurde das Straßennetz soweit asphaltiert, dass die Nachbargemeinden relativ bequem erreichbar waren. Kleinere Orte an der zerklüfteten Nordküste sind bis heute nur über unbefestigte Pisten zu erreichen.

## Bevölkerung und Orte der Gemeinde

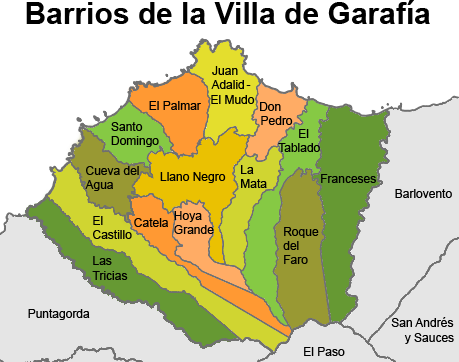
Orte der Gemeinde

Die Bevölkerungszahlen in Klammern stammen aus dem Jahr 2013.
- Santo Domingo de Garafía (448)
- Las Tricias (262)
- El Castillo (104)
- Cueva del Agua (160)
- Cateta
- Santa Domingo
- Llano Negro (90)
- Hoya Grande (71)
- El Palmar (63)
- Juan Adalid-El Mudo (38)
- Don Pedro (39)
- La Mata (50)
- El Tablado (38)
- Roque del Faro (99)
- Franceses (183)

Seit den 1950er Jahren ist ein starker Rückgang der Bevölkerung zu verzeichnen (1950 bis 2013: – 66,3 %).
| Jahr | Einwohnerzahl | Veränderung |
| ---- | ------------- | ----------- |
| 1900 | 2.718         |             |
| 1910 | 3.024         | + 306       |
| 1920 | 3.240         | + 216       |
| 1930 | 3.800         | + 560       |
| 1940 | 4.419         | + 619       |
| 1950 | 4.882         | + 463       |
| 1960 | 4.405         | – 477       |

| Jahr | Einwohnerzahl | Veränderung |
| ---- | ------------- | ----------- |
| 1970 | 3.228         | – 1.177     |
| 1981 | 2.082         | – 1.146     |
| 1990 | 2.043         | – 39        |
| 2001 | 2.012         | – 31        |
| 2005 | 1.924         | – 88        |
| 2013 | 1.645         | – 279       |